# Branko Rakić
Branko Rakić (22. april 1912, Sarajevo — 18. februar 2002, Beograd) bio je srpski i jugoslovenski pedagog.
Otac Đorđo Cvijan Rakić iz okoline Bosanskog Petrovca. Majka Roksanda Đukić iz okoline Bosanskog Petrovca. Ućiteljsku školu završio u Sarajevu, a filozofski fakultet 1946. u Beogradu. Radio kao profesor u osnovnim i srednjim školama u FNRJ i SFRJ. Doktorirao na Filozofskom fakultetu u Beogradu. Biran za redovnog profesora na filozofskim fakultetima u Beogradu, Sarajevu i Novom Sadu odakle je 1980. otišao u penziju.
Autor je mnogih knjiga i naučnih radova na temu psihologije, pedagogije i zdravstvenog prosvećivanja. Jedna od oblasti kojom se više bavio je „motivacija kod učenika i studenata“.